# Vilém Stonawski
Vilém (též Wilhelm) Stonawski (24. listopadu 1926, Bystřice nad Olší – 5. května 2009, Český Těšín) byl luterským pastorem polské národnosti a občanem České republiky.
V duchovenské službě Slezské církve evangelické a. v. působil od roku 1954; v letech 1971–1989 zastával úřad náměstka biskupa a v letech 1989–1991 byl biskupem SCEAV. Spolupracoval s StB pod krycím jménem Staňa. V roce 1991 byl mimořádným synodem zbaven funkce pro svou spolupráci s komunistickým režimem. Stonawski synod neuznal, což vedlo ke schizmatu v církvi. Roku 1995 se svými stoupenci vystoupil ze SCEAV a založil Luterskou evangelickou církev augsburského vyznání v ČR, jejímž se stal prvním biskupem. Úřad biskupa zastával do roku 2000; úřad pastora do roku 2006.
Z angličtiny do polštiny přeložil knihy A. W. Tozera Poranki z Bogiem a Wieczory z Bogiem.